# 総胆管

胆管周辺の模式図
肝臓、右肝管、左肝管、総肝管、胆嚢管、総胆管、胆嚢、オッディ括約筋、ファーター膨大部、膵管、膵臓、十二指腸

総胆管（そうたんかん、英: common bile duct）は、総肝管と胆嚢管との合流部から十二指腸までを結ぶ導管である。胆道の最も下流にあたる部分で、肝管および胆嚢からの胆汁を十二指腸へ流す役割を担う。総胆管は胆嚢管との合流部から十二指腸の背側を下行し、膵頭部を貫いて十二指腸に入る。総胆管の先は乳頭部胆管となり、主膵管と合流して十二指腸乳頭部に開口する。乳頭部にはOddi括約筋と呼ばれる筋組織が存在し、胆汁の排出を制御するとともに腸液の逆流を防いでいる。

## 追加の画像

胆道系の模式図
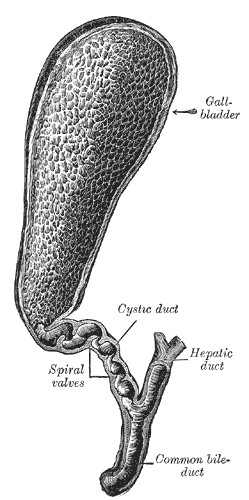
胆嚢と胆管
膵臓の位置
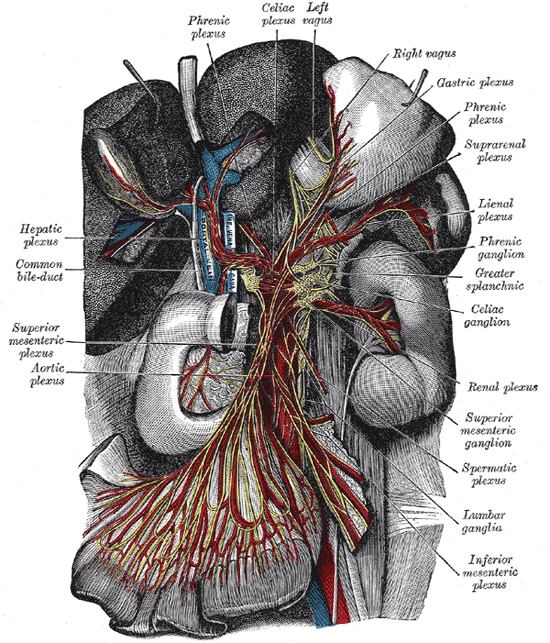
腹腔神経節およびそこから腹部臓器へ放射状に伸びる交感神経叢
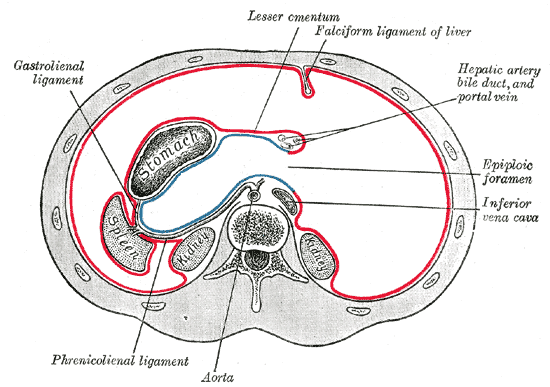
上腹部における腹膜の水平分布
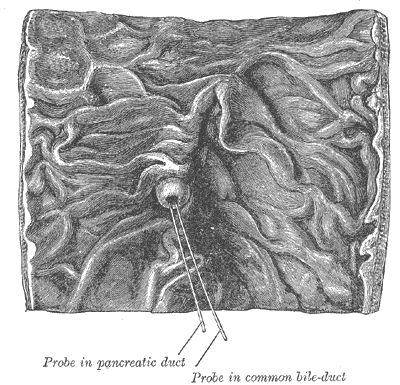
十二指腸下行脚の内表面およびファーター乳頭
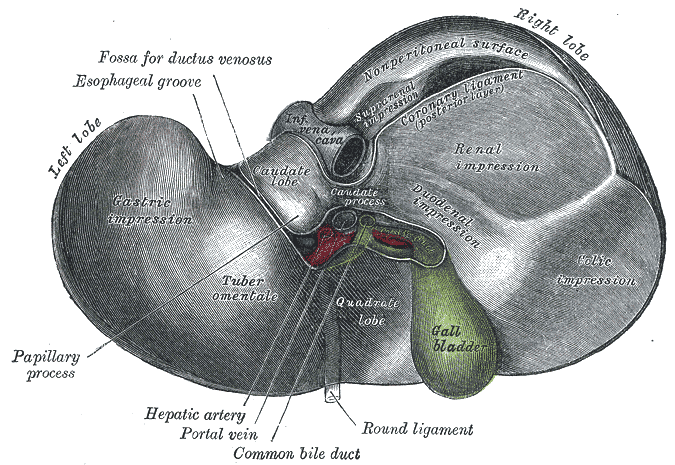
肝臓の下面
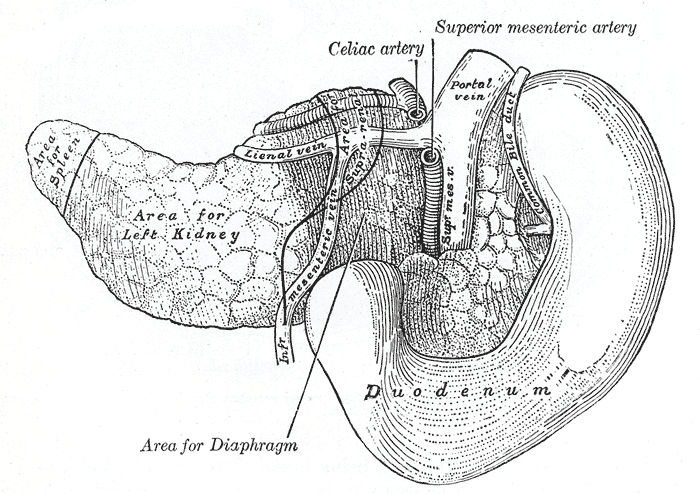
背側から見た膵臓および十二指腸
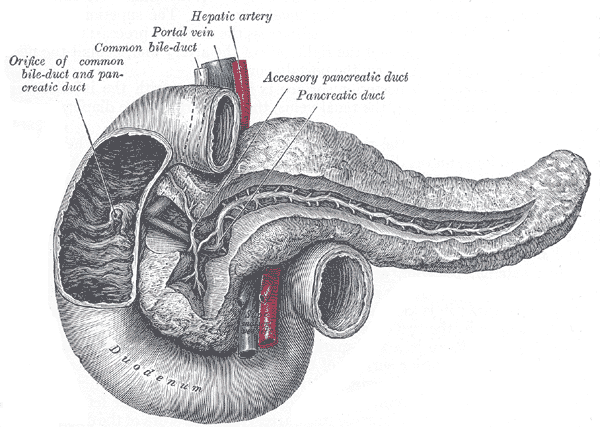
膵管
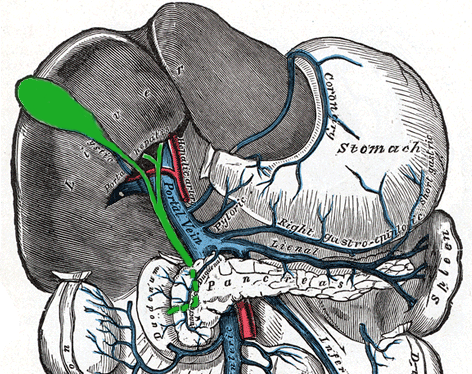
門脈およびその枝
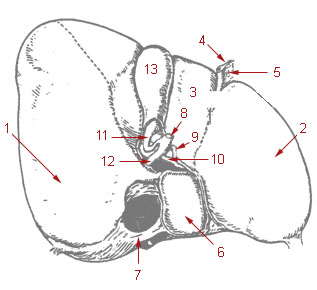
肝臓と胆嚢